# Brett Ewins
Brett Ewins (1955 – 16 de febrero de 2015) fue un dibujante de cómics británico conocido por su trabajo en Judge Dredd y Rogue Trooper para la revista 2000 AD.

## Biografía
Ewins estudió Arte Conceptual en Goldsmiths College, donde también aprendió bellas artes de Michael Craig-Martin. Ewins se encontró con su futuro colaborador, Peter Milligan, en Goldsmiths, y se graduó en 1977. Ewins hizo una exposición de su obra en la Car Breaker Gallery de Londres, un piso ocupado en la República de Frestonia, situada en Ladbroke Grove. Ewins formó una duradera colaboración artística con Brendan McCarthy, que también expuso en la galería, creando el cómic Sometime Stories, que se canceló tras su primer número a pesar de haber completado el segundo, que no se publicó. El cómic tuvo cierto éxito, lo que le permitió a Ewins empezar a ejercer como portadista para 2000 AD, a partir del número 33, publicado en octubre de dicho año.
Ewins y McCarthy continuaron trabajando juntos en Future Shocks y Judge Dredd, pero poco tiempo después Ewins empezó a trabajar en solitario en Rogue Trooper y más tarde en Judge Anderson. En 1985, Ewins empezó a trabajar en Bad Company, un cómic épico bélico-espacial escrito por Peter Milligan con dibujos de Ewins y Jim McCarthy (hermano de Brendan).
Bret Ewins hizo la portada del suplemento Judgement Day (1986) para el juego Judge Dredd: The Role-Playing Game, publicado por Games Workshop.
Junto a Steve Dillon, creó la revista Deadline en 1988, que se publicó durante siete años. Al mismo tiempo que empezaba Deadline, trabajó en la miniserie Skreemer para la editorial estadounidense DC Comics. Al mismo tiempo, Ewins seguía dibujando para 2000 AD. Este nivel de trabajo tuvo un severo impacto en la salud de Ewins, lo que le llevó a sufrir una crisis nerviosa en 1991. Ewins era incapaz de realizar trabajos con fechas límite, y eso provocó que dejase de trabajar para DC Comics y Penguin Books. Su plan para recuperarse consistió en crear una antología basada en su trabajo realizmda por aigos en la industria como Peter Milligan, Alan Grant y Alan McKenzie, así como otros amigos como el músico Michael White. El volumen se completó con "Machine," una historia escrita por Ewins basada en su propia crisis. HTrabajó en dichas historias desde 1995 a 2003 y el libro se publicó como The Dark Gate en 2004 por Cyberosia Publishing.
Ewins también era pintor e hizo varias exposiciones. Ewins fue muy influyente en el arte callejero, especialmente en The IFC y en la Mutoid Waste Company, que hicieron una exposición en 2011 muy influenciada por Ewins.
En 2011, Air Pirate Press publicó una biografía de la vida de Ewins y de su trabajo, The Art of Brett Ewins.
En enero de 2012 se informó de que había sufrido heridas en la cabeza como resultado de una confrontación con la policía, durante la cual uno de los agentes fue apuñalado. Subsiguientemente apareció ante la Corte de Magistrados de Uxbridge en febrero de 2012, acusado de causar lesiones con dolo.
El 17 de febrero de 2015, la sobrina de Ewins informó a los medios de que el artista había muerto en el hospital a causa de una carcinomatosis demasiado avanzada como para ser detenida por los médicos.

## Premios
- 1989: Ganador del Premio Eagle a la Mejor historia publicada por editoriales estadounidenses, por Skreemer.